# Mandi (distrikt)
Mandi är ett distrikt i Indien.   Det ligger i delstaten Himachal Pradesh, i den norra delen av landet, 300 km norr om huvudstaden New Delhi. Antalet invånare är 999 777.
Följande samhällen finns i Mandi:
- Mandi
- Sundarnagar
- Jogindarnagar
- Pāndoh
- Sarka Ghāt